# Antigonia de Peonia
Antigonia (en griego antiguo: Ἀντιγόνεια) también traducida como Antigonea y Antigoneia fue una ciudad helenística de Peonia, actual Macedonia del Norte, situada en la Tabula Peutingeriana entre Stenae (la actual Prosek, cerca de Demir Kapija) y Stobi. Está tentativamente ubicada cerca de la moderna Negotino.